# 오자키 타쿠미
오자키 타쿠미 (尾崎 匠海, 1999년6월14일- )는 일본 의 아이돌이다. 남성 아이돌 그룹 INI의 멤버이다. 오사카부 출신이고, LAPONE 엔터테인먼트 소속이다.